# Ballbreaker
Albums de AC/DC
Live
(1992) Bonfire
(1997)
Singles
1. Hard as a Rock
Sortie : 17 septembre 1995
2. Hail Ceasar
Sortie : 6 décembre 1995
3. Cover You in Oil
Sortie : 22 mars 1996

Ballbreaker est le 12e album studio du groupe de hard rock australien, AC/DC. Il est sorti le 26 septembre 1995 sur le label Eastwest et a été produit par Rick Rubin et Mike Fraser.

## Historique
C'est le premier album studio du groupe depuis The Razors Edge, sorti cinq ans plus tôt.
Très différent de ce dernier, dont les consonances hard rock viraient parfois au heavy metal, Ballbreaker constitue un retour au son des débuts du groupe, un son plus blues rock.
Cet album marque le retour du batteur Phil Rudd au sein du groupe. Il avait quitté le groupe pendant l'enregistrement de Flick of the Switch en 1983.

## Production
Ballbreaker constitue l'unique collaboration du groupe avec Rick Rubin, producteur éclectique ayant aussi bien travaillé avec Red Hot Chili Peppers que System of a Down, ou encore Slayer. Il avait déjà travaillé brièvement avec le groupe en 1993 en produisant la chanson Big Gun pour la bande son du film Last Action Hero.
Le son de l'album est brut de décoffrage au possible et dénué de tout artifice de studio ; il n'en reste pas moins massif, et rend parfaitement service au matraquage binaire et métronomique propre au groupe.

Si les guitares étaient saturées sur The Razors Edge, on revient ici à une sonorité "crunch" beaucoup plus naturelle, qui s'apparente parfois à un son clair fortement compressé.
La voix de Brian Johnson subit le même traitement : exit notamment les delay et reverb souvent présents dans les précédents opus du groupe.
Le timbre rauque et suraigu de l'ancien chanteur de Geordie est toujours là, mais Rubin l'expose sous un autre jour : en misant sur la profondeur et la proximité, il exploite des sonorités jusque-là inédites et non dépourvues d'intérêt.
L'album a été remasterisé en 2005.

## Liste des titres
- tous les titres sont signés par Angus et Malcolm Young.

1. Hard as a Rock - 4:31
2. Cover You in Oil - 4:32
3. The Furor - 4:10
4. Boogie Man - 4:07
5. The Honey Roll - 5:34
6. Burnin' Alive - 5:05
7. Hail Caesar - 5:14
8. Love Bomb - 3:14
9. Caught with Your Pants Down - 4:14
10. Whiskey on the Rocks - 4:35
11. Ballbreaker - 4:32

## Musiciens
- Brian Johnson : chant
- Angus Young : guitare solo
- Malcolm Young : guitare rythmique, chœurs
- Cliff Williams : basse, chœurs
- Phil Rudd : batterie

## Charts et certifications

### Album
Charts
| Pays                                  | Durée du classement | Meilleur classement | Date              |
| ------------------------------------- | ------------------- | ------------------- | ----------------- |
| Allemagne (GfK Entertainment)         | 26 semaines         | 4e                  | 9 octobre 1995    |
| Australie (ARIA Charts)               | 16 semaines         | 1er                 | 8 octobre 1995    |
| Autriche (Ö3 Austria Top 40)          | 16 semaines         | 2e                  | 8 octobre 1995    |
| Belgique (V) (Ultratop)               | 6 semaines          | 11e                 | 14 octobre 1995   |
| Belgique (W) (Ultratop)               | 10 semaines         | 3e                  | 14 octobre 1995   |
| Canada (RPM)                          | 17 semaines         | 4e                  | 23 octobre 1995   |
| Écosse (Scottish Album Chart)         | 10 semaines         | 9e                  | 1er octobre 1995  |
| États-Unis (Billboard 200)            | 30 semaines         | 4e                  | 14 octobre 1995   |
| Finlande (Suomen virallinen lista)    | 18 semaines         | 1er                 | 25 septembre 1995 |
| France (SNEP)                         | 31 semaines         | 2e                  | 7 octobre 1995    |
| Italie (FIMI)                         | 6 semaines          | 12e                 | 2 octobre 1995    |
| Norvège (VG-lista)                    | 5 semaines          | 4e                  | 2 octobre 1995    |
| Nouvelle-Zélande (RMNZ Albums Top40)  | 13 semaines         | 2e                  | 15 octobre 1995   |
| Pays-Bas (MegaCharts)                 | 7 semaines          | 28e                 | 21 octobre 1995   |
| Royaume-Uni (UK Albums Chart)         | 9 semaines          | 6e                  | 1er octobre 1995  |
| Royaume-Uni (UK Rock and Metal Chart) | 30 semaines         | 1er                 | 1er octobre 1995  |
| Suède (Sverigetopplistan)             | 9 semaines          | 1er                 | 29 septembre 1995 |
| Suisse (Schweizer Hitparade)          | 17 semaines         | 1er                 | 15 octobre 1995   |

Certifications
| Pays                    | Certification | Ventes      | Date              |
| ----------------------- | ------------- | ----------- | ----------------- |
| Allemagne (BVMI)        | Or            | 250 000 +   | 1995              |
| Australie (ARIA)        | 3 × Platine   | 210 000 +   | 30 janvier 2013   |
| Autriche (IFPI Austria) | Or            | 25 000 +    | 13 mars 1996      |
| États-Unis (RIAA)       | 2 × Platine   | 2 000 000 + | 22 janvier 2001   |
| Finlande (IFPI Finland) | Or            | 38 732 +    | 1995              |
| France (SNEP)           | Platine       | 300 000     | 18 septembre 1996 |
| Nouvelle-Zélande (RMNZ) | Platine       | 15 000 +    | 5 novembre 1995   |
| Royaume-Uni (BPI)       | Or            | 100 000 +   | 22 juillet 2013   |
| Suisse (IFPI Suisse)    | Or            | 25 000 +    | 1995              |

### Charts singles
Hard as a Rock
| Chart                     | durée du classement | Position | Date              |
| ------------------------- | ------------------- | -------- | ----------------- |
| (Mainstream Rock Tracks)  | 24 semaines         | 1er      | 14 octobre 1995   |
| (Single Top 100)          | 9 semaines          | 25e      | 9 octobre 1995    |
| (ARIA Charts)             | 4 semaines          | 14e      | 1er octobre 1995  |
| (V) (Ultratop)            | 2 semaines          | 30e      | 7 octobre 1995    |
| (RPM Top Singles)         | 11 semaines         | 26e      | 20 octobre 1995   |
| (Suomen virallinen lista) | 6 semaines          | 1er      | 18 septembre 1995 |
| (Single Top 100)          | 9 semaines          | 26e      | 16 septembre 1995 |
| (IRMA)                    | 1 semaine           | 28e      | 21 septembre 1995 |
| (VG-lista)                | 2 semaines          | 4e       | 25 septembre 1995 |
| (RMNZ Singles Top40)      | 4 semaines          | 16e      | 15 octobre 1995   |
| (UK Singles Chart)        | 2 semaines          | 33e      | 24 septembre 1995 |
| (Sverigetopplistan)       | 2 semaines          | 19e      | 29 septembre 1995 |
| (Schweizer Hitparade)     | 8 semaines          | 28e      | 8 octobre 1995    |

| Single           | Chart                    | durée du classement | Position | Date               |
| ---------------- | ------------------------ | ------------------- | -------- | ------------------ |
| Hail Caesar      | (UK Singles Chart)       | 2 semaines          | 56e      | 5 mai 1996         |
| Cover You in Oil | (Mainstream Rock Tracks) | 15 semaines         | 9e       | 27 janvier 1996    |
| Cover You in Oil | (UK Singles Chart)       | 1 semaine           | 85e      | 9 juin 1996        |
| Cover You in Oil | (RPM Top Singles)        | 6 semaines          | 83e      | 19 février 1996    |
| Ballbreaker      | (Mainstream Rock Tracks) | 25 semaines         | 8e       | 20 avril 1996      |
| Ballbreaker      | (ARIA Charts)            | 2 semaines          | 49e      | 1er septembre 1996 |
| Ballbreaker      | (RMNZ Singles Top40)     | 2 semaines          | 36e      | 20 octobre 1996    |